# دیاگوراس رودسی

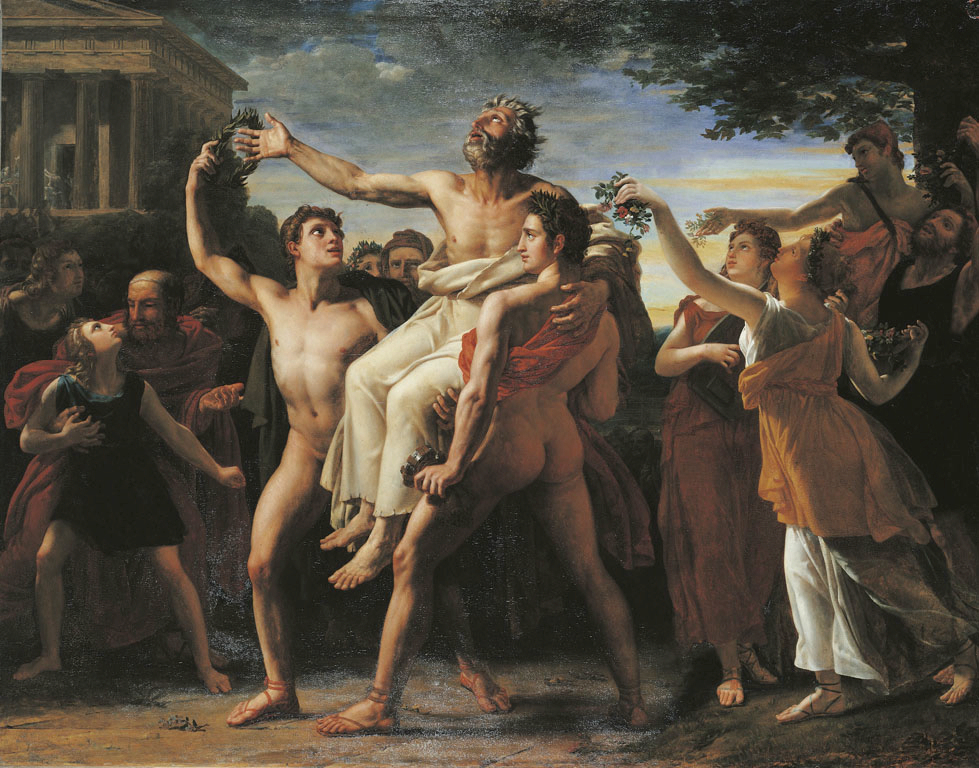
تصویری از دیاگوراس که توسط دو پسرش پس از پیروزی در المپیک به دوش برداشته شده.

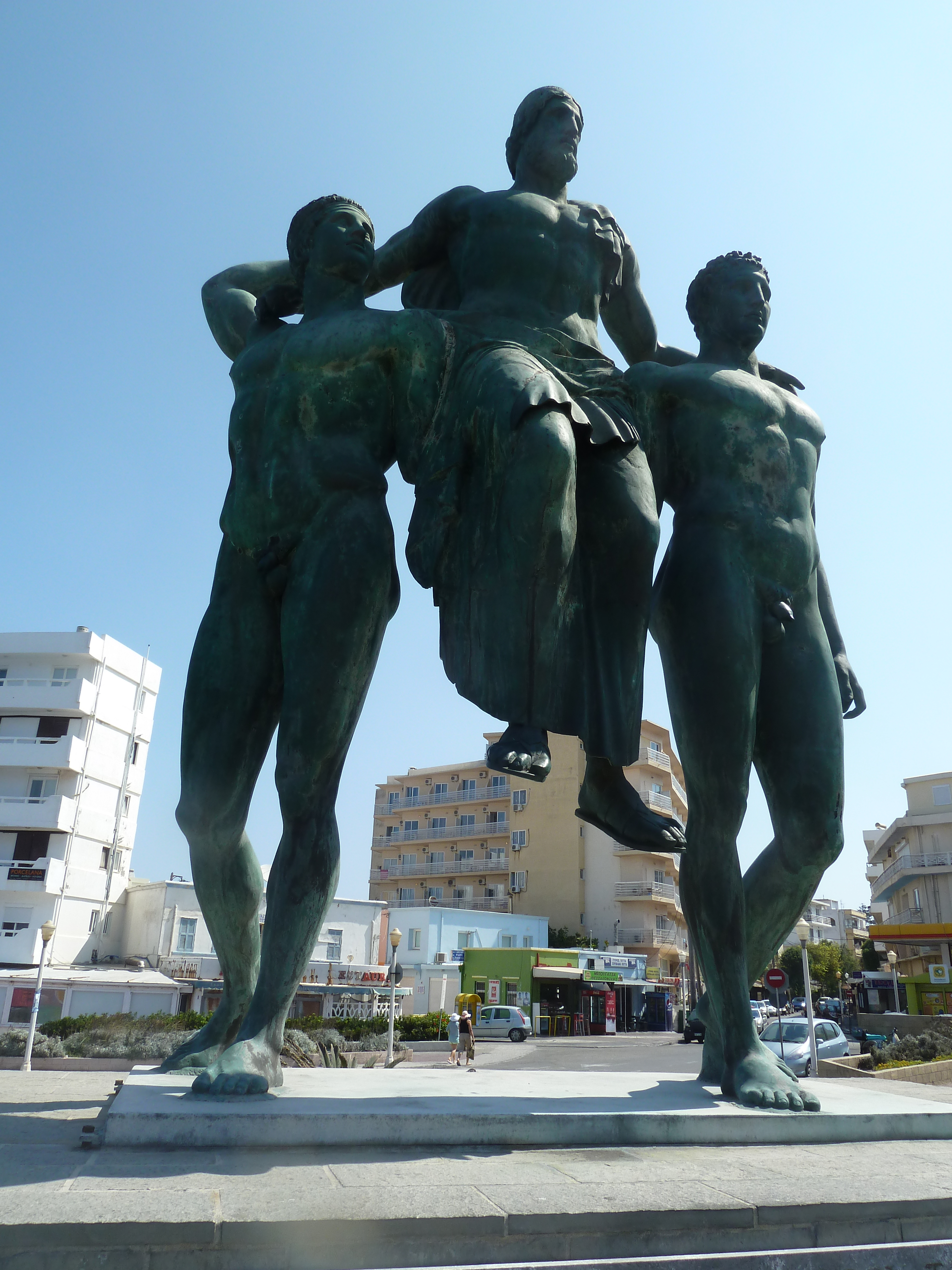
مجسمه مدرن او در شهر رودز

دیاگوراس، اهل جزیرهٔ رودس (تلفظ: ‎/daɪəˈæɡərəs/‎؛ به زبان یونانی: Διαγόρας ὁ Ῥόδιος) یک بوکسور در یونان باستان از قرن پنجم قبل از میلاد بود که به خاطر پیروزی‌های خود و همچنین پیروزی‌های پسران و نوه‌هایش مورد تجلیل قرار گرفت. او یکی از اعضای خانواده اراتیدئا در لالیسوس در جزیرهٔ رودس بود.

## زندگی‌نامه
دیاگوراس از تبار داماژتوس، پادشاه لالیسوس، بود و از طرف مادرش تبار او از نسل قهرمان مسنیایی و پادشاه آریستومنس بود. دیاگوراس دو بار در بازی‌های المپیک، چهار بار در ایستمی، دو بار در نمئان و حداقل یک بار در بازی‌های پیتیان، قهرمان رشتهٔ بوکس شد. شهرت دیاگوراس و نوادگانش توسط پیندار (در قصاید المپین هفتم) به ثبت رسیده است و تاکنون برجای مانده. امروزه، یک باشگاه فوتبال محلی به اسم دیاگوراس اف سی، و فرودگاه بین‌المللی رودس، "دیاگوراس" به نام او نامگذاری شده‌اند.
سه پسر او نیز قهرمان المپیک بودند. بزرگ‌ترین پسرش، داماژتوس، در سالهای ۴۵۲ و ۴۴۸ قبل از میلاد قهرمان رشتهٔ پانکریشن شد. آکوسیلائوس، پسر دوم، در سال ۴۴۸ قبل از میلاد در بوکس به قهرمانی رسید. این دو با بر روی دوش گرفتن پدرشان در اطراف ورزشگاه دور افتخار می‌زدند و با تشویق شدید تماشاگران، پیروزی خود را جشن می‌گرفتند. افسانه‌ها حاکی از آن است که حین تشویق پیروزمندانه دیاگوراس بر شانه‌های پسرانش، یکی از تماشاچیان فریاد زد: «بمیر دیاگوراس، تو به جز این به المپوس صعود نخواهی کرد» یعنی به نهایت موفقیتی که یک انسان می‌تواند، دست یافته‌ای و بیش از این چیزی برای کسب موفقیت تو نمانده است.
کوچک‌ترین پسر او، دوریوس، حتی از برادرانش نیز موفق تر بود.
طبق افسانه دیگری که توسط پوسانیاس روایت شده، دختر دیاگوراس، کالیپاتیرا (معنی نامش "دختری از پدر زیبا") تنها زن غیر روحانی بود که اجازه یافت وارد ورزشگاه بازی‌های المپیک شود. به جز کشیش دمتر، همه زنان از تماشای مسابقات منع می‌شدند، زیرا ورزشکاران به صورت برهنه بازی می‌کردند. پیسیرهودوس، پسر کالیپاتیرا و همچنین برادرزاده‌اش اوکلس، هر دو در بازی‌های المپیک پیروز شده بودند. زمانی که کالیپاتیرا تصمیم گرفت مخفیانه به‌صورت یک مرد در میان جمعیت حاضر شود، هویت او را کشف کردند و نزد هلانودیکای (داوران بازی‌ها) آوردند تا به‌خاطر توهین به مقدسات، به جزای مرگ محاکمه شود. در آنجا او اعلام کرد که اگر قرار باشد یک زن بتواند اجازه داشته باشد که از این ممنوعیت سرپیچی کند، اوست زیرا که یک پدر، سه برادر، یک پسر و یک برادرزاده او جمعاً هشت بار به قهرمانی مسابقات المپیک رسیده‌اند. قضات تعجب کردند و او نهایتاً تبرئه شد. با این حال، طبق گفته پوسانیاس، قانونی تصویب شد که مربیان آینده باید قبل از ورود به میدان، برهنه شوند.
بر اساس گزارش خیلون از اسپارتا، ظاهراً دیاگوراس روزی که پسرش جایزه بوکس بازی‌های المپیک را به دست آورد، از شادی مُرد.

## مقبره
در سال ۲۰۱۸، مقالاتی در مطبوعات ترکیه ادعا کردند که مقبره دیاگوراس کشف شده است. بنای هرمی شکل بر روی تپه ای در نزدیکی روستای تورگوت در جنوب غربی مارماریس، که توسط مردم محلی به عنوان قبر یک قدیس شناخته می‌شد، توسط باستان شناسان ناشناسی به عنوان مقبره او شناسایی شد. بسیاری از مردان جوان ترک قبل از پیوستن به ارتش برای تکمیل خدمت سربازی خود، یک مشت خاک از اطراف مقبره را به عنوان شگون برمی‌دارند. کتیبه یونانی، با حروف دوره هلنیستی، به دیاگوراسی اشاره دارد که در جنگ کشته شده است. آنها همچنین از همسرش آریستوماچا یاد می‌کنند، زنی که به خاطر فرزندان و اعتدال خود شناخته شده بود. این کتیبه که برای چندین دهه شناخته شده بود و توسط محققان قبلی با چهرهٔ رودسی معروف قرن پنجم مرتبط دانسته نمی‌شد، زیرا با توجه به فاصله آن از جزیره رودس و متن یونانی با خط مرتبط به دورهٔ پس از کلاسیک نوشته شده. روزنامه ترکی ملیت گزارش داد که کتیبه ای در مقبره که در آن نوشته شده بود «در بالای قبر هوشیار خواهم بود تا مطمئن شوم هیچ بزدلی نتواند بیاید و این قبر را خراب کند» توسط کارشناسان رونویسی شده است.